# Rancho las Siete Yuntas
Rancho las Siete Yuntas är en ort i Mexiko.   Den ligger i kommunen Tláhuac och delstaten Distrito Federal, i den sydöstra delen av landet, 25 km sydost om huvudstaden Mexico City. Rancho las Siete Yuntas ligger 2 399 meter över havet och antalet invånare är 216.
Terrängen runt Rancho las Siete Yuntas är kuperad åt sydväst, men åt nordost är den platt. Runt Rancho las Siete Yuntas är det tätbefolkat, med 411 invånare per kvadratkilometer. Närmaste större samhälle är Iztapalapa, 15,5 km norr om Rancho las Siete Yuntas. Trakten runt Rancho las Siete Yuntas består till största delen av jordbruksmark.